# Danielle Lewis
Danielle Lewis (* 25. Mai 1988 als Danielle Bradley) ist eine US-amerikanische Triathletin und Ironman-Siegerin (2024).

## Werdegang
Danielle Dingman war als Leichtathletin aktiv und startet seit 2017 im Triathlon und Duathlon. 2019 gewann sie auf der Triathlon-Mitteldistanz den Eagleman Ironman 70.3. (1,9 km Schwimmen, 90 km Radfahren und 21,1 km Laufen)
Seit 2021 startet sie als Danielle Lewis.
Im Juli 2023 gewann sie mit dem Ironman 70.3 Oregon ihr viertes Ironman-70.3-Rennen.
Im Juli 2024 gewann sie mit dem Ironman USA ihr erstes Ironman-Rennen. Im September wurde sie Elfte bei den Ironman World Championships in Nizza und sie belegte im Klassement der Ironman Pro Series im Oktober den vierten Rang.
Danielle Lewis lebt in Boise.

## Sportliche Erfolge
| Datum/Jahr    | Rang | Wettbewerb                          | Austragungsort       | Zeit     | Bemerkung                                                                    |
| ------------- | ---- | ----------------------------------- | -------------------- | -------- | ---------------------------------------------------------------------------- |
| 10. Mai 2025  | 2    | Ironman 70.3 St. George             | St. George           | 04:14:12 | US-Championships                                                             |
| 5. Apr. 2025  | 3    | Ironman 70.3 California             | Oceanside            | 04:18:18 | [ 3 ]                                                                        |
| 4. Mai 2024   | 6    | Ironman 70.3 St. George             | St. George           | 04:21:22 | US-Championships                                                             |
| 6. Apr. 2024  | 5    | Ironman 70.3 California             | Oceanside            | 04:25:11 | [ 4 ]                                                                        |
| 23. Juli 2023 | 1    | Ironman 70.3 Oregon                 | Oregon               | 03:59:41 |                                                                              |
| 11. Juni 2023 | 3    | Escape from Alcatraz Triathlon      | San Francisco        | 02:30:38 |                                                                              |
| 21. Mai 2023  | 2    | Ironman 70.3 Chattanooga            | Chattanooga          | 04:15:02 | hinter Paula Findlay                                                         |
| 6. Mai 2023   | 3    | Ironman 70.3 St. George             | St. George           |          | US-Championships                                                             |
| 4. Dez. 2022  | 3    | Ironman 70.3 Indian Wells-La Quinta | Indian Wells         |          |                                                                              |
| 11. Juli 2022 | 1    | Ironman 70.3 Oregon                 | Oregon               | 03:59:33 |                                                                              |
| 5. Juni 2022  | 2    | Escape from Alcatraz Triathlon      | San Francisco        | 02:18:28 | hinter Jackie Hering                                                         |
| 3. Apr. 2022  | 10   | Ironman 70.3 California             | Oceanside            | 04:22:51 |                                                                              |
| 5. Dez. 2021  | 1    | Ironman 70.3 Indian Wells-La Quinta | Indian Wells         | 04:14:02 |                                                                              |
| 30. Okt. 2021 | 4    | Ironman 70.3 California             | Oceanside            | 04:22:47 |                                                                              |
| 26. Sep. 2021 | 3    | Ironman 70.3 Augusta                | Augusta              |          | hinter der Britin Ellie Salthouse                                            |
| 19. Sep. 2021 | 22   | Ironman 70.3 World Championships    | St. George           | 04:43:44 |                                                                              |
| 15. März 2020 | 3    | Ironman 70.3 Campeche               | Campeche             |          | hinter Jackie Hering und Sarah True                                          |
| 7. Feb. 2020  | 2    | Ironman 70.3 Dubai                  | Dubai                | 04:05:27 | mit der schnellsten Laufzeit des Tages von 1:19:22 h, hinter Imogen Simmonds |
| 9. Juni 2019  | 1    | Eagleman Ironman 70.3               | Cambridge (Maryland) |          |                                                                              |

| Datum/Jahr    | Rang | Wettbewerb                  | Austragungsort | Zeit     | Bemerkung                                |
| ------------- | ---- | --------------------------- | -------------- | -------- | ---------------------------------------- |
| 20. Juli 2025 | 6    | Ironman USA                 | Lake Placid    | 09:01:05 |                                          |
| 1. Juni 2025  | 6    | Ironman Hamburg             | Hamburg        | 08:43:21 | Ironman European Championships           |
| 22. Sep. 2024 | 11   | Ironman World Championships | Nizza          | 09:33:50 |                                          |
| 21. Juli 2024 | 1    | Ironman USA                 | Lake Placid    | 09:01:54 |                                          |
| 7. Juli 2024  | 5    | Challenge Roth              | Roth           | 08:26:50 | persönliche Bestzeit auf der Langdistanz |
| 27. Apr. 2024 | 9    | Ironman Texas               | The Woodlands  | 09:09:17 |                                          |
| 20. Nov. 2022 | 3    | Ironman Arizona             | Tempe          | 09:03:18 | [ 6 ]                                    |

(DNF – Did Not Finish)